# Tariq Chihab
Tariq Chihab (in arabo طارق شهاب‎?; Kenitra, 22 novembre 1975) è un ex calciatore marocchino, di ruolo difensore.

## Carriera

### Club
Ha giocato nel campionato marocchino e svizzero.

### Nazionale
Tra il 2002 e il 2005 è sceso in campo 18 volte con la maglia della Nazionale.